# دون روبرتسون (حكم)
دون روبرتسون (بالإنجليزية: Donald Robertson)‏ (مواليد 1 يناير 1987) حكم كرة قدم اسكتلندي. بدأ التحكيم في عام 2011، وهو حكم تابع للفيفا منذ 2017. قبل أن يصبح حكمًا، كان روبرتسون لاعبًا لأندية بارتيك ثيسل وكوينز بارك وسانت ميرين.

## المسيرة التحكيمية
بدأ دون روبرتسون التحكيم في 2011. ومنذ ذلك الوقت (واعتبارًا من يونيو 2020)، أشرف على تحكيم 268 مباراة أعطى فيها 790 بطاقةً صفراء و51 بطاقةً حمراء.
اُختير روبرتسون لتحكيم الجولة التأهيلية الأولى من دوري أبطال أوروبا 2019–20. أقيمت المباراة في التاسع من يوليو 2019 في تالين عاصمة إستونيا بين فريقي نوم كاليو وشكينديا وفاز فيها الأخير بنتيجة 0–1.